# 青葉台 (目黒区)

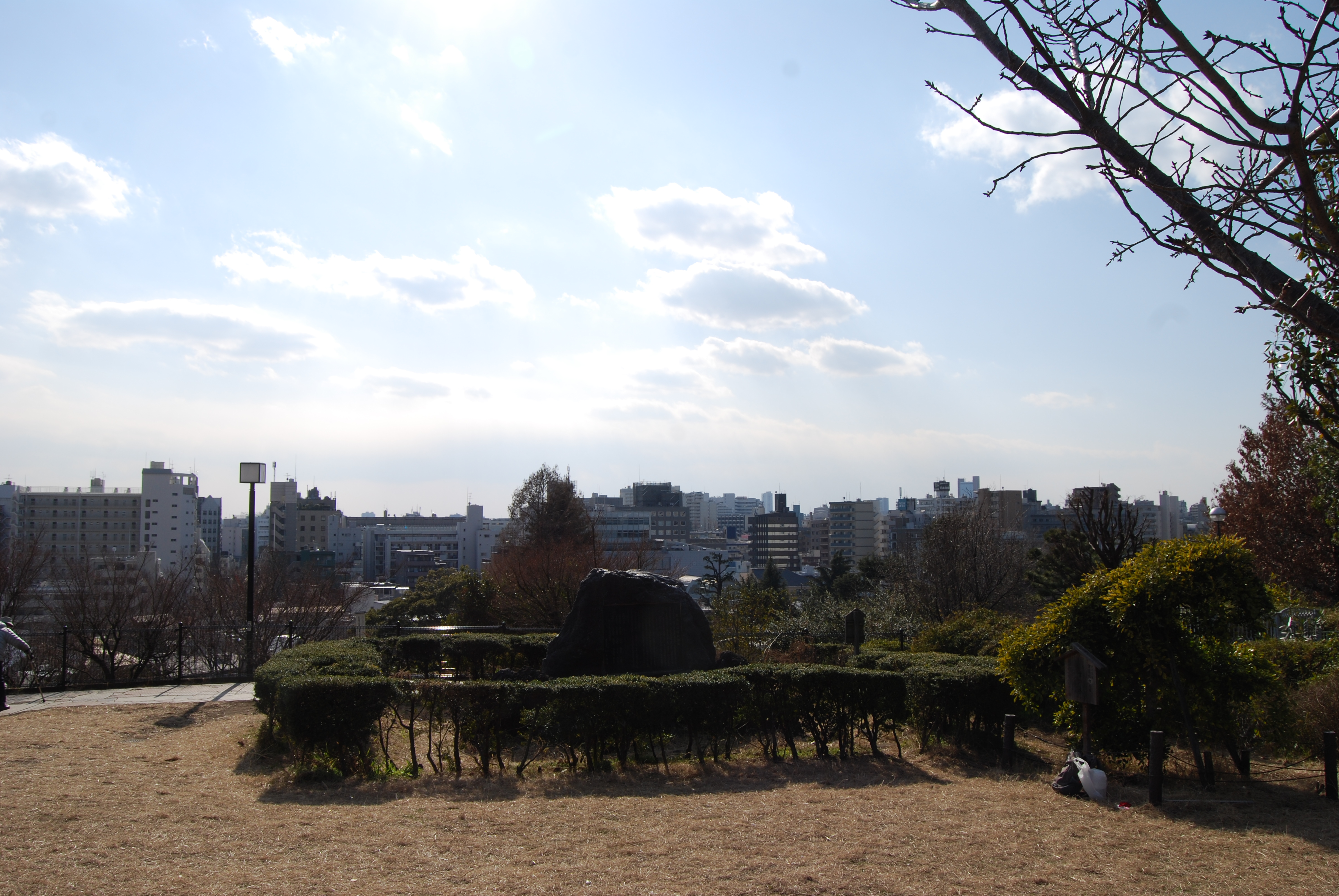
青葉台の街並み

青葉台（あおばだい）は、東京都目黒区の地名。現行行政地名は青葉台一丁目から青葉台四丁目。住居表示実施済区域。

## 地理
目黒区の北部に位置する。全域が北部地区・菅刈住区に属する。町域の北東部から東部は概ね旧山手通りに接し、これを境に渋谷区神泉町・南平台町・鉢山町・猿楽町にそれぞれ接する。南部は目黒区上目黒に接する。西部から北西部は山手通りに接し、これを境に目黒区東山・大橋・駒場にそれぞれ接する。
当地の二丁目の高台付近は通称「西郷山」と呼ばれており、これはかつて西郷隆盛の弟・西郷従道の邸宅があったことによる。邸宅跡付近は現在は西郷山公園や菅刈公園として整備され住民の憩いの場となっている。幹線道路沿い付近に商店やオフィスビルが立ち並ぶほかは、主に住宅地として利用されている。

### 地価
住宅地の地価は、2025年（令和7年）1月1日の公示地価によれば、青葉台2-2-17の地点で192万円/m2、青葉台3-5-44の地点で315万円/m2、青葉台4-6-19の地点で208万円/m2となっている。

## 歴史

### 町名の変遷
| 実施後       | 実施年月日   | 実施前（各町名ともその一部） |
| ------------ | ------------ | ---------------------------- |
| 青葉台一丁目 | 1969年1月1日 | 上目黒1・6〜8、駒場町        |
| 青葉台二丁目 | 1969年1月1日 | 上目黒1・6〜8、駒場町        |
| 青葉台三丁目 | 1969年1月1日 | 上目黒1・6〜8、駒場町        |
| 青葉台四丁目 | 1969年1月1日 | 上目黒1・6〜8、駒場町        |

## 世帯数と人口
2025年（令和7年）3月1日現在（目黒区発表）の世帯数と人口は以下の通りである。
| 丁目         | 世帯数    | 人口    |
| ------------ | --------- | ------- |
| 青葉台一丁目 | 1,554世帯 | 2,486人 |
| 青葉台二丁目 | 530世帯   | 924人   |
| 青葉台三丁目 | 2,139世帯 | 3,303人 |
| 青葉台四丁目 | 1,294世帯 | 1,960人 |
| 計           | 5,517世帯 | 8,673人 |

### 人口の変遷
国勢調査による人口の推移。
| 年                 | 人口  |
| ------------------ | ----- |
| 1995年（平成7年）  | 6,058 |
| 2000年（平成12年） | 6,923 |
| 2005年（平成17年） | 7,995 |
| 2010年（平成22年） | 8,060 |
| 2015年（平成27年） | 8,334 |
| 2020年（令和2年）  | 8,564 |

### 世帯数の変遷
国勢調査による世帯数の推移。
| 年                 | 世帯数 |
| ------------------ | ------ |
| 1995年（平成7年）  | 3,049  |
| 2000年（平成12年） | 3,769  |
| 2005年（平成17年） | 4,456  |
| 2010年（平成22年） | 4,565  |
| 2015年（平成27年） | 4,761  |
| 2020年（令和2年）  | 5,009  |

## 学区
区立小・中学校に通う場合、学区は以下の通りとなる（2025年4月現在）。
| 丁目         | 番地             | 小学校             | 中学校             |
| ------------ | ---------------- | ------------------ | ------------------ |
| 青葉台一丁目 | 22〜23番 30番    | 目黒区立烏森小学校 | 目黒区立東山中学校 |
| 青葉台一丁目 | 1〜21番 24〜29番 | 目黒区立菅刈小学校 | 目黒区立第一中学校 |
| 青葉台二丁目 | 全域             | 目黒区立菅刈小学校 | 目黒区立第一中学校 |
| 青葉台三丁目 | 全域             | 目黒区立菅刈小学校 | 目黒区立第一中学校 |
| 青葉台四丁目 | 全域             | 目黒区立菅刈小学校 | 目黒区立第一中学校 |

## 交通
町域内に鉄道駅はない。北部では京王井の頭線・神泉駅が、西部では東急田園都市線・池尻大橋駅が、南部では東急東横線・代官山駅および東急東横線・東京メトロ日比谷線の中目黒駅がそれぞれ利用可能である。また渋谷駅からのバスの便も利用できる。
北部の三丁目と四丁目を分ける形で東西方向に国道246号（玉川通り）が通っている。他に、四丁目内には東京都道423号渋谷経堂線（淡島通り）が、一丁目内には西郷山通りがそれぞれ通っている。また、西部から南東方向に目黒川が流れている。町域内の道路では菅刈陸橋などが交通の要衝となっている。

## 事業所
2021年（令和3年）現在の経済センサス調査による事業所数と従業員数は以下の通りである。
| 丁目         | 事業所数  | 従業員数 |
| ------------ | --------- | -------- |
| 青葉台一丁目 | 241事業所 | 2,428人  |
| 青葉台二丁目 | 86事業所  | 2,354人  |
| 青葉台三丁目 | 185事業所 | 4,515人  |
| 青葉台四丁目 | 79事業所  | 1,323人  |
| 計           | 591事業所 | 10,620人 |

### 事業者数の変遷
経済センサスによる事業所数の推移。
| 年                 | 事業者数 |
| ------------------ | -------- |
| 2016年（平成28年） | 489      |
| 2021年（令和3年）  | 591      |

### 従業員数の変遷
経済センサスによる従業員数の推移。
| 年                 | 従業員数 |
| ------------------ | -------- |
| 2016年（平成28年） | 9,848    |
| 2021年（令和3年）  | 10,620   |

### 本社を置く企業
- 田辺エージェンシー - 芸能事務所

## 施設
- 西郷山公園
- 菅刈公園
- エジプト大使館
- セネガル大使館
- 産業能率大学 代官山キャンパス
- 目黒区立菅刈小学校
- KDDI渋谷データセンター
- 日本地図センター
- アオバ・ジャパンインターナショナルスクール目黒校
- 行政書士会館（日本行政書士会連合会）
- ドン・キホーテ中目黒本店(パン・パシフィック・インターナショナルホールディングス本社ビル敷地内)
- 叙々苑代官山店

## 関連する著名人
- 美空ひばり（歌手、女優） - 旧山手通りに近い高台に建つ私邸は、通称『ひばり御殿』として知られた。現在は「東京目黒 美空ひばり記念館」として内部が公開されている。
- 十二世市川團十郎（歌舞伎役者） - 西郷山公園近くに私邸を構えた。
- 盛田昭夫（ソニー創業者） - 自宅は青葉台2丁目。
- 兼重宏行（ビッグモーター創業者） - 自宅は盛田昭夫の邸宅跡地[16]。

## その他

### 日本郵便
- 郵便番号 : 153-0042[3]（集配局 : 目黒郵便局[17]）。